# Fuera de foco
Fuera de foco fue un programa periodístico argentino que comenzó a emitirse el 3 de enero de 2007 y finalizó a fines de diciembre de 2008.

## Primera etapa
Fuera de foco comenzó siendo un programa periodístico en donde se analizaban temas del día, esta sección estaba a cargo de Martín Ciccioli y Pablo Granados como conductor. Además contaba con las participaciones de Verónica Varano como coconductora, Mariana Otero y Cecilia Bonelli, quienes analizaban temas de espectáculos.
El programa comenzó a emitirse el miércoles 3 de enero de 2007 por América TV desde las 21.30 horas a 23 horas. En un comienzo el programa estaba destinado para reemplazar a RSM, Resumen de los medios, conducido por Mariana Fabbiani durante el verano.

## Segunda etapa
Cuando terminó el verano, Fuera de foco comenzó a emitirse los días lunes y jueves a las 22.30 horas, las panelistas y Verónica Varano decidieron renunciar y fue incorporada Pamela David. Desde entonces, el programa tomó otro rumbo, dedicándose más a las entrevistas y los informes.

Había en general informes en conjunto, como "extraña pareja" donde Ciccioli aportaba el lado más periodístico y Granados -personificando el personaje de Omar, un gay abierto- le daba el tono más informal y humorístico. Pamela David, solía hacer las notas más picantes con vedettes. En otras ocasiones interactuaban los tres. En ciertas notas humorísticas también participaba el actor Luisito Domínguez.

El punto más importante fue cuando lograron entrar a la pastera Botnia en pleno conflicto entre la Argentina y Uruguay.

La segunda temporada empezó el 18 de marzo de 2008, una vez por semana, los martes a las 23:00. Se incorporó a Geraldine Neumann, quien reemplazó y luego compartió pantalla con Pamela David.
El programa finalizó a fines de 2008 y fue reemplazado por Animales sueltos conducido por Alejandro Fantino, Coco Silly y Pamela David. A principios de 2009 se suma Martin Ciccioli como panelista.

## Elenco
Inicial
- Pablo Granados
- Martín Ciccioli
- Verónica Varano
- Mariana Otero
- Cecilia Bonelli

2007/2008
- Pablo Granados
- Martín Ciccioli
- Pamela David